# Cilla Black
Cilla Black, rođena kao Priscilla Maria Veronica White (Liverpool, 27. svibnja 1943. – Estepona, 2. kolovoza 2015.), bila je engleska pjevačica i televizijska zabavljačica. 
Nakon vrlo uspješne pjevačke karijere postala je najbolje plaćena ženska voditeljica na britanskoj televiziji.

## Životopis
Rođena je u Liverpoolu, u eri booma merseybeata; bila je jedini ženski interpret iz tog vala. Povremeno je pjevala uz sastav Rory Storm and the Hurricanes. Otkrio ju je manager Beatlesa Brian Epstein i odveo britanskom producentu Georgeu Martinu, tako da je Cilla postala najuspješniji ženski interpret iz tog razdoblja.
Njen prvi singl bio je Love of the Loved (autori; Lennon, McCartney), i nije baš dobro prošao, svega # 35 u Britaniji).  No već drugi iz 1964.,( autora; Bacharacha i Hal Davida ) Anyone Who Had a Heart, dospio je na #1. 
Sljedeći britanski hit #1 bio je You're My World ( prepjev talijanske pjesme  Il Mio Mondo), zatim je uslijedio uspjeh sa  It's For You. ( autori: Lennon-McCartney ) na snimanju je osobno Paul McCartney svirao glasovir, pjesma je bila veliki uspjeh Cille Black. 
Cilla Black pripadala je generaciji britanskih pjevačica; Dusty Springfield, Petula Clark, Sandie Shaw i Lulu. Sve one nisu bile skladateljice već isključivo samo interpreti tadašnjih autora. Tako je i Cilla otpjevala veliki repertoar pjesama napisanih od autora poput;  Phil Spectora, Randy Newmana, Tim Hardina i Burt Bacharacha. Sve te pjesme producirao je George Martin u Studiju Abbey Road u Londonu.
Kako je bila bliska s Beatlesima, otpjevala je i brojne njihove pjesme u svojoj obradi poput Yesterday, For No One, Across the Universe i The Long and Winding Road. 
Godine 1966. snimila je Bacharach-Davidovu skladbu Alfie (inspiriranu filmom Alfie iz 1966.). Ta je pjesma donijela uspjeh Dionne Warwick u Americi (#1), a Black je dosegla deveto mjesto u Britaniji iako je Bacharach osobno dirigirao i aranžirao britansku verziju.
Od kraja 1966. počela se pojavljivati na televiziji u raznim ulogama: kao voditeljica i zabavljačica.
Nakon smrti Brian Epsteina 1967. njezinu pjevačku karijeru preuzeo je njezin dečko Bobby Willis. Snimila je par uspješnica:  Conversations, Surround Yourself With Sorrow, If I Thought You'd Ever Change Your Mind (sve u 1969.), Something Tells Me (Somethings Gonna Happen Tonight) (1971.) i Baby We Can't Go Wrong (1974.). 
Nakon tog razdoblja Cilla se okrenula poslu na televiziji.

## Diskografija

### Albumi
- Cilla (1965., #4)
- Cilla Sings A Rainbow (1966., # 4)
- Sher-oo! (1968., # 7)
- Surround Yourself With Cilla (1969.)
- Sweet Inspiration (1970., # 42)
- Images (1971.)
- Day By Day with Cilla (1973.)
- In My Life (1974.)
- It Makes Me Feel Good (1976.)
- Modern Priscilla (1978.)
- Especially For You (1980.)
- Surprisingly Cilla (1985.)
- Through The Years (1993., # 41)
- Beginnings: Greatest Hits & New Songs (2003., # 68)

### Singl ploče
- "Love of the Loved" (1963., # 35)
- "Anyone Who Had a Heart" (1964., # 1)
- "You're My World (Il Mio Mondo)" (1964., # 1)
- "It's for You" (1964., # 7)
- "You've Lost That Lovin' Feelin'" (1965., # 2)
- "I've Been Wrong Before" (1965., # 17)
- "Love's Just a Broken Heart" (1966., # 5)
- "Alfie" (1966., # 9)
- "Don't Answer Me" (1966., # 6)
- "A Fool Am I (Dimmelo Parlame)" (1966., # 13)
- "What Good Am I?" (1967., # 24)
- "I Only Live to Love You" (1967., # 26)
- "Step Inside Love" (1968., # 8)
- "Where is Tomorrow" (1968., # 39)
- "Surround Yourself With Sorrow" (1969., # 3)
- "Conversations" (1969., # 7)
- "If I Thought You'd Ever Change Your Mind" (1969., # 20)
- "Something Tells Me (Something's Gonna Happen Tonight)" (1971., # 3)
- "Baby We Can't Go Wrong" (1974., # 36)
- "Through the Years" (1993., #54)
- "Heart and Soul (s Dusty Springfield)" (1993., # 75)

## Vanjske poveznice
- Službene stranice